# Fujiwara no Koshi
Fujiwara no Koshi, född 947, död 979, var en japansk kejsarinna (973-979), gift med kejsar En'yū. Hon kallades även för Fujiwara no Teruko.
Hon var dotter till Fujiwara no Kanemichi, som var kejsarens regent 972-77. Hennes far hade efterträtt sin äldre bror Fujiwara no Koremasa som regent framför sin populära yngre bror Fujiwara no Kaneie sedan han fått sin syster änkekejsarinnan Fujiwara no Anshi att skriva en rekommendation till sin son kejsaren att regentämbetet borde gå i arv till den förstfödde. Fujiwara no Kanemichi placerade sin dotter Fujiwara no Koshi i kejsarens harem, och hon fick titeln kejsarinna. Hon avled barnlös, och efterträddes som kejsarinna av sin fars kusin och utsedde efterträdare Fujiwara no Yoritadas dotter. 